# سان فيرناندو (كاليفورنيا)
سان فيرناندو (بالإنجليزية: San Fernando)‏ هي إحدى مدن مقاطعة لوس أنجليس، كاليفورنيا. تم إعطاءها لقب مدينة في 31 أغسطس 1911.

## التركيبة السكانية
حدّد مكتب تعداد الولايات المتحدة بيانات التركيبة السكانية لسان فيرناندو في تعداد الولايات المتحدة. في ما يلي، التركيبة السكانية حسب تعدادي 2000 و2010.

### تعداد عام 2000
بلغ عدد سكان سان فيرناندو 23,564 نسمة بحسب تعداد عام 2000، وبلغ عدد الأسر 5,774 أسرة وعدد العائلات 4,834 عائلة مقيمة في المدينة. في حين سجلت الكثافة السكانية 3,831.5 نسمة لكل كيلومتر مربع (9,923.5/ميل2). وبلغ عدد الوحدات السكنية 5,932 وحدة بمتوسط كثافة قدره 964.6 لكل كيلومتر مربع (2,498.3/ميل2).
وتوزع التركيب العرقي للمدينة بنسبة 42.76% من البيض و0.98% من الأمريكيين الأفارقة و1.69% من الأمريكيين الأصليين و1.12% من الأمريكيين ذوي الأصول الآسيوية و0.11% من سكان جزر المحيط الهادئ و49.35% من الأعراق الأخرى و3.98% من عرقين مختلطين أو أكثر و89.28% من الهسبانيون أو اللاتينيون من أي عرق.
بلغ عدد الأسر 5,774 أسرة كانت نسبة 60.5% منها لديها أطفال تحت سن الثامنة عشر تعيش معهم، وبلغت نسبة الأزواج القاطنين مع بعضهم البعض 59.1% من أصل المجموع الكلي للأسر، ونسبة 16.4% من الأسر كان لديها معيلات من الإناث دون وجود شريك، بينما كانت نسبة 8.2% من الأسر لديها معيلون من الذكور دون وجود شريكة وكانت نسبة 16.3% من غير العائلات. تألفت نسبة 12.4% من أصل جميع الأسر من عدة أفراد يعيشون في نفس المنزل ونسبة 5.6% كانت تتألف من شخص يعيش بمفرده يبلغ من العمر 65 عاماً أو أكثر. وبلغ متوسط حجم الأسرة المعيشية 4.07، أما متوسط حجم العائلات فبلغ 4.33.
بلغ العمر الوسطي للسكان 27.3 عاماً. وكانت نسبة 34.4% من القاطنين تحت سن الثامنة عشر، وكانت نسبة 11.4% بين الثامنة عشر والرابعة والعشرين عاماً، ونسبة 32% كانت واقعةً في الفئة العمرية ما بين الخامسة والعشرين والرابعة والأربعين عاماً، ونسبة 15% كانت ما بين الخامسة والأربعين والرابعة والستين، ونسبة 7% كانت ضمن فئة الخامسة والستين عاماً فما فوق. يوجد لكل 100 أنثى 101.6 ذكر، ويوجد لكل 100 أنثى في الثامنة عشر من عمرها فما فوق 99.7 ذكر.
بلغ متوسط دخل الأسرة في المدينة 39,909 دولارًا، أما متوسط دخل العائلة فبلغ 40,138 دولارًا. وكان متوسط دخل الذكور 26,068 دولارًا مقابل 22,599 دولارًا للإناث. وسجل دخل الفرد الخاص بالمدينة 11,485 دولارًا. وكانت نسبة 15.3% من العائلات ونسبة 19.1% من السكان تحت خط الفقر، وكان من هؤلاء نسبة 23.3% تحت سن الثامنة عشر ونسبة 15.6% في الخامسة والستين من العمر وما فوق.

### تعداد عام 2010
بلغ عدد سكان سان فيرناندو 23,645 نسمة بحسب تعداد عام 2010، وبلغ عدد الأسر 5,967 أسرة وعدد العائلات 4,972 عائلة مقيمة في المدينة. في حين سجلت الكثافة السكانية 3,844.7 نسمة لكل كيلومتر مربع (9,957.7/ميل2). وبلغ عدد الوحدات السكنية 6,291 وحدة بمتوسط كثافة قدره 1,022.9 لكل كيلومتر مربع (2,649.3/ميل2).
وتوزع التركيب العرقي للمدينة بنسبة 51.04% من البيض و0.94% من الأمريكيين الأفارقة و1.33% من الأمريكيين الأصليين و1.05% من الأمريكيين ذوي الأصول الآسيوية و0.14% من سكان جزر المحيط الهادئ و41.77% من الأعراق الأخرى و3.73% من عرقين مختلطين أو أكثر و92.48% من الهسبانيون أو اللاتينيون من أي عرق.
بلغ عدد الأسر 5,967 أسرة كانت نسبة 54.4% منها لديها أطفال تحت سن الثامنة عشر تعيش معهم، وبلغت نسبة الأزواج القاطنين مع بعضهم البعض 55% من أصل المجموع الكلي للأسر، ونسبة 18.4% من الأسر كان لديها معيلات من الإناث دون وجود شريك، بينما كانت نسبة 9.9% من الأسر لديها معيلون من الذكور دون وجود شريكة وكانت نسبة 16.7% من غير العائلات. تألفت نسبة 12.3% من أصل جميع الأسر من عدة أفراد يعيشون في نفس المنزل ونسبة 4.9% كانت تتألف من شخص يعيش بمفرده يبلغ من العمر 65 عاماً أو أكثر. وبلغ متوسط حجم الأسرة المعيشية 3.94، أما متوسط حجم العائلات فبلغ 4.18.
بلغ العمر الوسطي للسكان 30.7 عاماً. وكانت نسبة 29.4% من القاطنين تحت سن الثامنة عشر، وكانت نسبة 11.2% بين الثامنة عشر والرابعة والعشرين عاماً، ونسبة 30.2% كانت واقعةً في الفئة العمرية ما بين الخامسة والعشرين والرابعة والأربعين عاماً، ونسبة 20.8% كانت ما بين الخامسة والأربعين والرابعة والستين، ونسبة 8.4% كانت ضمن فئة الخامسة والستين عاماً فما فوق. وتوزع التركيب الجنسي للسكان بنسبة 50.2% ذكور و49.8% إناث.

## أعلام
- كالفين بيرل تيتوس
- مايك إنيز
- فيك هاريس
- روي براون
- هوارد مكنير
- إيرل يونغ
- جيمس دبليو. فولر
- تور جونسون
- باولا عبدول
- إيفان دياز